# Cerco (álbum)
Cerco é o segundo álbum do grupo Xutos & Pontapés, lançado em 1985. Este álbum tem o nome Cerco porque todas as grandes editoras recusaram o trabalho nele contido. É o primeiro álbum com João e Gui. Foi considerado pela revista Blitz o oitavo melhor disco português de sempre.

## Descrição do álbum
Ainda hoje, Cerco encerra em si algumas das mais emblemáticas canções do espólio dos Xutos & Pontapés, no álbum que seria encarado por muitos como o primeiro passo de gigante do grupo. Em 1985, os Xutos já não eram ilustres desconhecidos, propagados pela fúria e pelas proibições de 1978-1982. Mas, para a banda, este seria um dos álbuns mais maltratados da sua carreira, com uma produção demasiado rápida e uma sonoridade longe da pretendida. 

A intemporalidade de momentos como "Conta-me Histórias", a reinvenção de "Homem do Leme" ou a pertinência (ainda hoje) actual de "Barcos Gregos" revela que os temores da banda não podiam estar mais errados.

## Faixas
| N.º | Título                            | Duração |  |
| 1.  | "Barcos Gregos"                   |         |  |
| 2.  | "Homem do Leme"                   |         |  |
| 3.  | "Cerco"                           |         |  |
| 4.  | "Conta-me Histórias"              |         |  |
| 5.  | "Voo das Águias"                  |         |  |
| 6.  | "Sexo"                            |         |  |
| 7.  | "Barcos Gregos" (versão "single") |         |  |
| 8.  | "Homem do Leme" (versão "single") |         |  |

## Banda
- Tim - Baixo e Voz
- Kalú - Bateria e Voz
- Zé Pedro - Guitarra
- João Cabeleira - Guitarra
- Gui - Saxofone e Voz

## Ficha Técnica
- Parte instrumental gravada no RRV de 3 a 5 de novembro de 1985
- Parte vocal gravada e misturada no Estúdio 16 de 11 a 17 de novembro de 1985
- Produção: Xutos & Pontapés
- Produção e técnico de som: Manuel Cardoso
- Capa, fotos e arranjo gráfico: J. Luís Dória e Marco Sousa Santos (logotipo)